# Избирательное право Франции
Избирательное право Франции — совокупность правовых норм, регулирующих проведение выборов и референдумов во Франции.

## Избирательная система
Базовые принципы французской избирательной системы:
- право голоса всеобщее, распространяется на всех граждан в возрасте, необходимом, чтобы быть избирателем;
- право голоса строго личное;
- голосование свободное;
- голосование тайное, никто не должен пытаться узнать о ходе голосования или контролировать голосование.

На избирательных участках созданы условия для того, чтобы голосование было свободным и тайным. Избиратель обязательно проходит в кабинку, скрытую от посторонних, где кладёт бюллетень по своему выбору в конверт. Затем он опускает его в прозрачную урну и расписывается напротив своего имени в избирательном списке.

### Условия для обладания статусом избирателя (активноеизбирательное право)
Чтобы быть избирателем, необходимо иметь французское гражданство, 18 полных лет, обладать гражданскими и политическими правами. Кроме того, право голосования зависит от записи избирателя в избирательный список.
Отход от принципа французского гражданства был введен Маастрихтским договором (1992), согласно которому граждане Европейского сообщества имеют право участвовать в муниципальных и европейских выборах, при условии, что они внесены в дополнительные списки избирателей.

### Условия для возможности быть избранным (пассивное избирательное право)
Для того, чтобы выдвигать свою кандидатуру на выборах, необходимо иметь прежде всего французское гражданство и активное избирательное право, хотя в зависимости от выборов могут быть специфические условия, а именно: относящиеся к личной связи между кандидатом и территориальной единицей (la collectivité).
Условие, касающееся возраста, также различается в зависимости от вида выборов:
- 18 лет для муниципальных, региональных и кантональных выборов, президентских выборов (после реформы 2011 года) и выборов в Национальное собрание (после реформы 2011 года);
- 24 лет для выборов в Сенат.

На европейских и муниципальных выборах кандидат также может иметь гражданство одного. Во второй тур проходят 2 кандидата, получивших наибольшее число голосов в первом, при том, что ни один из них не набрал абсолютного большинства.

### Законодательные выборы
Законодательные выборы позволяют избрать депутатов Национальной Ассамблеи. Она включает 577 депутатов, избираемых на 5-летний срок, при условии, что легислатура не прервана роспуском Национальной Ассамблеи. После 1958 года Национальная Ассамблея распускалась 5 раз: в 1962, 1968, 1981, 1988, 1997. В течение года после выборов Национальная Ассамблея не может быть распущена. Голосование проходит по избирательным округам, каждый округ соответствует 1 месту. Применяется мажоритарная избирательная система в 2 тура. Чтобы быть избранным, кандидат должен получить:
в первом туре — абсолютное большинство поданных голосов и количество, равное четверти избирателей, вписанных в избирательные списки;
во втором туре — относительное большинство, в случае равенства избирается более старший кандидат.
Чтобы иметь возможность участвовать во втором туре, кандидат должен набрать минимум 12,5 % от количества зарегистрированных избирателей. Пятая Республика запрещает совмещать парламентский мандат с постом министра, поэтому предусмотрен институт «заместителя» (suppléant), который может занять место того депутата, который становится министром. Также запрещено совмещение мандата парламентария с мандатом депутата Европейского Парламента и сенатора.

### Выборы вСенат
Сенаторы избираются на 6 лет (с 2003 года, а до 2003 года — на 9 лет) с возможностью переизбрания в рамках департаментов. Они избираются «избирательной коллегией» (collège électoral), состоящей из депутатов Национальной Ассамблеи, региональных советников, избранных в департаменте, генеральных советников, делегатов муниципальных советов или заместителей делегатов. Избирательная коллегия состоит примерно из 150 000 человек, 95 % которых — делегаты от муниципальных советов. Это единственные выборы, где голосование для членов избирательной коллегии является обязательным. Сенат состоит из 346 сенаторов (сейчас [когда же мы научимся ставить дату, а не писать «сейчас»?] — 343, в 2011 году будут добавлены ещё 3 места), половина из которых сменяется раз в 3 года. Запрещено совмещать мандаты сенатора и депутата Европарламента. Система избрания варьируется в зависимости от количества сенаторов, избираемых департаментом: если это 3 сенатора или меньше, то применяется мажоритарная система в 2 тура; если это 4 сенатора или больше — то пропорциональная.

### Другие выборы
Существуют другие типы выборов:
- европейские
- референдум
- региональные
- кантональные
- муниципальные